# Araneus radja
Araneus radja este o specie de păianjeni din genul Araneus, familia Araneidae. A fost descrisă pentru prima dată de Doleschall, 1857. Conform Catalogue of Life specia Araneus radja nu are subspecii cunoscute.